# Lămășeni, Suceava
Lămășeni este un sat în comuna Rădășeni din județul Suceava, Moldova, România.

## Istoric
Satul Lămășeni este situat în partea de vest a comunei Rădășeni, la o distanță de 3 km de satul Rădășeni și la 9 km de municipiul Fălticeni. Prima sa atestare documentare datează dintr-un uric din 1365 al domnitorului Bogdan I al Moldovei (1359-1365), prin care satul Lămășeni este dat boierului Rotopan.  În secolele următoare, satul a fost pe rând sat răzeșesc, sat boieresc, sat domnesc și sat mănăstiresc.
Conform Cronicii parohiale redactate de preotul Petru Rusu, în timpul domniei lui Ștefan cel Mare (1457-1504) a fost construită o biserică de lemn în imediata apropiere a actualei biserici de lemn. 

## Obiective turistice
- Biserica de lemn din Lămășeni - monument istoric datând din a doua jumătate a secolului al XVIII-lea;
- „Teiul cel bătrân” ce datează din timpul domniei lui Ștefan cel Mare;
- Pădurea „Prodana”, care în timpul lui Ștefan cel Mare reprezenta tot satul.